# Old Post No. 43 (Saskatchewan)
Old Post è una municipalità rurale della provincia canadese del Saskatchewan, all'interno della Divisione n.3 del Saskatchewan e della SARM Division No. 2.
Secondo il censimento del 2024, la municipalità aveva 361 abitanti.

## Geografia

### Località
Le seguenti località rientrano nella municipalità rurale di Old Post:
- Borderland
- Canopus
- Elm Springs
- Killdeer
- Lonesome Butte
- Macworth
- Strathallen
- West Poplar
- Willowvale

## Storia
Il 1º gennaio 1967 Old Post è stato incorporato come municipalità rurale.